# Magnus af Malmborg
Magnus Vilhelm Abraham af Malmborg, född den 26 oktober 1869 i Karlskrona, död den 1 mars 1961 i Stockholm, var en svensk skolman.
af Malmborg avlade filosofie kandidatexamen vid Uppsala universitet 1889 och filosofie licentiatexamen där 1894. Han promoverades till filosofie doktor 1897 och blev docent i matematik samma år. af Malmborg blev lektor i matematik och fysik i Härnösand 1903 och i Halmstad 1907. Han var rektor vid högre allmänna läroverket för gossar i Helsingborg 1909–1934. af Malmborg var stadsfullmäktig i Helsingborg 1915–1919. Han blev riddare av Nordstjärneorden 1918.
Magnus af Malmborg tillhörde ätten af Malmborg. Han var far till Nils och Ragnar af Malmborg samt till Karin, Stig Ödeens första hustru.